# Chiến cục năm 1972 tại Việt Nam
Chiến cục năm 1972 là tổ hợp các hoạt động tấn công quân sự chiến lược của Quân đội nhân dân Việt Nam và Quân Giải phóng miền Nam Việt Nam trên chiến trường miền Nam Việt Nam và phòng thủ đường không ở miền Bắc. Chiến cục do Bộ Chính trị Trung ương Đảng Lao động Việt Nam (nay là Đảng Cộng sản Việt Nam) chủ trương, Tổng Quân ủy Trung ương Quân đội Nhân dân Việt Nam chỉ đạo và Bộ Tổng tư lệnh Quân đội Nhân dân Việt Nam chỉ huy chung. Chiến cục này đồng thời cũng là tổ hợp các hoạt động phòng ngự, phản công của quân đội Hoa Kỳ, Quân lực Việt Nam Cộng hòa và cuộc tấn công bằng không quân của Hoa Kỳ đối với miền Bắc Việt Nam. Các chiến dịch chủ yếu của chiến cục bắt đầu từ ngày 31 tháng 3 năm 1972 và kết thúc ngày 31 tháng 1 năm 1973, ba ngày sau khi Hiệp định Paris có hiệu lực.
Các hoạt động quân sự trong chiến cục năm 1972 diễn ra trên toàn lãnh thổ Việt Nam. Trong đó các địa bàn hoạt động quân sự chính là vùng Đông Nam Bộ, vùng Bắc Tây Nguyên, vùng Trị-Thiên-Huế; các địa bàn hoạt động quân sự phối hợp là Đồng bằng Nam Bộ, Trung Trung Bộ; các địa bàn hoạt động quân sự đất đối không là Hà Nội, Hải Phòng, Thái Nguyên, Thanh Hóa, Vinh và các vùng lân cận.
Đây cũng là những trận đánh cuối cùng có sự tham gia của quân đội Hoa Kỳ trong Chiến tranh Việt Nam, chủ yếu là dùng không quân và hải quân. Đây cũng là năm ác liệt nhất trong Chiến tranh Việt Nam với con số thiệt hại về sinh mạng và số lượng tài sản quân sự bị phá huỷ của các bên đều ở mức cao nhất trong một năm; (kể cả số liệu mà các bên tự thừa nhận cũng như số liệu của đối phương ước tính).

### Lực lượng tham chiến
(xem tổng quát tại bảng so sánh)

#### Quân Giải phóng miền Nam Việt Nam
Mặt trận Trị Thiên Huế
- Giai đoạn 1 (30/3/1972 đến 27/6/1972): Các sư đoàn bộ binh 304, 308, 324; các trung đoàn bộ binh 48, 27, 66; 3 tiểu đoàn đặc công; 2 trung đoàn tăng - thiết giáp 202, 203; 4 trung đoàn pháo binh 164, 38, 45, 84; 2 sư đoàn phòng không 376, 377[15]
- Giai đoạn 2 (28/6/1972 đến 31/1/1973): Các sư đoàn bộ binh 304, 305, 320B, 325, 312; các trung đoàn bộ binh 6, 27; 3 trung đoàn pháo binh 164, 45, 84; 4 trung đoàn cao xạ 241, 243, 250, 280, trung đoàn tên lửa phòng không 236, trung đoàn tăng - thiết giáp 203, 2 trung đoàn công binh 229, 249. 5 tiểu đoàn đặc công [16]
- Đây là mặt trận được tập trung nhiều binh lực nhất, bao gồm những đơn vị dự bị chiến lược như sư đoàn 308, các đơn vị xe tăng cơ giới. Đặc biệt ở giai đoạn sau, những đơn vị ban đầu của GĐ1 phục hồi sức chiến đấu và tăng cường hoạt động.

Chỉ huy chiến dịch:
Đại diện Quân ủy Trung ương: Thượng tướng Văn Tiến Dũng.
Tư lệnh: Thiếu tướng Lê Trọng Tấn (đến 27/6/1972), Thiếu tướng Trần Quý Hai.
Chính ủy: Thiếu tướng Lê Quang Đạo (đến 27/6/1972), Trung tướng Song Hào.
Mặt trận Bắc Tây Nguyên
2 sư đoàn bộ binh (2 và 320A), 4 trung đoàn bộ binh (24, 28, 95, 66), 2 trung đoàn pháo binh (40, 675), Trung đoàn cao xạ 234, 2 tiểu đoàn tăng độc lập; 2 tiểu đoàn đặc công địa phương; 2 tiểu đoàn bộ binh địa phương.
Chỉ huy chiến dịch
Tư lệnh: Thiếu tướng Hoàng Minh Thảo
Chính ủy: Trương Chí Cương, Ủy viên Ban chấp hành trung ương Đảng Lao động Việt Nam.
Mặt trận Đông Nam Bộ
Các sư đoàn bộ binh 5, 7, 9; các trung đoàn 16, 24, 271 (họp thành đơn vị C30B thuộc Bộ Tư lệnh Miền, tương đương sư đoàn); trung đoàn đặc công 429; 2 tiểu đoàn tăng; 2 trung đoàn pháo binh (45 và 75). Đây là những lực lượng được dồn vũ khí hạng nặng để tấn công.
Đóng ở phía sau các đơn vị này, QĐNDVN chỉ còn lại 3 trung đoàn 201, 205, 207 làm dự bị cuối cùng. Hầu như không còn đơn vị cấp trung đoàn nào đủ mạnh để chi viện.
Tại Bà Rịa - Long Khánh có trung đoàn Đồng Nai và 2 trung đoàn thiếu của chủ lực QK7. Tại QK8 có trung đoàn Đồng Tháp và trung đoàn 88. Tại QK9 có các tiểu đoàn thành phần của trung đoàn U Minh. Tất cả phải bám địa bàn không thể tham chiến, một số được điều động cho chiến trường phối hợp sau đó.
Chỉ huy chiến dịch
Đại diện quân ủy miền: Phạm Hùng
Đại diện Quân ủy Trung ương: Trung tướng Hoàng Văn Thái
Tư lệnh: Trung tướng Trần Văn Trà, Phó tư lệnh Quân giải phóng miền Nam Việt Nam.
Chính ủy: Thiếu tướng Trần Độ
Chiến trường phối hợp Bắc Bình Định
Sư đoàn bộ binh 3, trung đoàn 8 chủ lực khu V; hai tiểu đoàn đặc công; bộ đội địa phương
Chỉ huy chiến dịch phối hợp
Tư lệnh: Thiếu tướng Chu Huy Mân
Chính ủy: Võ Chí Công, Bí thư khu ủy khu V
Chiến trường phối hợp đồng bằng Nam Bộ
Phần lớn quân chủ lực được kéo từ chiến trường chính sang miền Tây. Tại hướng phối hợp, lực lượng bao gồm Sư đoàn bộ binh 5, các trung đoàn độc lập (271, 207, 320); Trung đoàn pháo 28; tiểu đoàn đặc công khu 8, D công binh chủ lực Miền; bộ đội địa phương.
Chỉ huy chiến dịch phối hợp
Tư lệnh kiêm Chính ủy: Trung tướng Hoàng Văn Thái
Phó Chính ủy: Đồng Văn Cống, Lê Văn Tưởng.
Mặt trận đất đối không ở miền Bắc của Quân đội Nhân dân Việt Nam
8 trung đoàn tên lửa đất đối không SAM-2 (238, 257, 261, 263, 265, 267, 274, 285); 16 trung đoàn pháo cao xạ; 3 trung đoàn không quân tiêm kích (trang bị MiG-17, MiG-19, MiG-21); 3 trung đoàn radar cảnh giới; 1 tiểu đoàn radar độc lập; hơn 200 trung đội súng phòng không tầm thấp.
Chỉ huy các chiến dịch
Phó tổng tham mưu trưởng phụ trách quân chủng: Đại tá Phùng Thế Tài
Tư lệnh Quân chủng phòng không-không quân: Đại tá Lê Văn Tri.
Chính ủy: Đại tá Hoàng Phương
Không quân:
- Tư lệnh: Thượng tá Đào Đình Luyện

Sư đoàn phòng không 361:
- Tư lệnh: Thượng tá Trần Quang Hùng
- Chính ủy: Thượng tá Trần Văn Giang
- Tham mưu trưởng: Trung tá Nguyễn Đình Sơn

Sư đoàn phòng không 363:
- Tư lệnh: Thượng tá Bùi Đăng Tự
- Chính ủy: Thượng tá Vũ Trọng Cảnh

#### Quân lực Việt Nam Cộng hòa
Trị Thiên Huế
- Giai đoạn 1 (30/3/1972 đến 27/6/1972): 2 sư đoàn bộ binh (1, 3); 2 lữ thủy quân lục chiến (TQLC) (147, 258), 3 thiết đoàn (1, 17, 20), lữ dù 2 và Bộ Tư lệnh tiền phương sư đoàn dù, 9 cụm pháo (mỗi cụm 20 khẩu); 2 liên đoàn biệt động quân (BĐQ) (4, 5).[15]
- Giai đoạn 2 (28/6/1972 đến 31/1/1973): sư đoàn bộ binh 1; Sư đoàn TQLC (gồm đủ 4 lữ 147, 258, 369, 470); Sư đoàn Dù (gồm đủ 3 lữ 1, 2, 3 và lữ biệt kích dù 81); 4 thiết đoàn 11, 17, 18, 20; 3 liên đoàn BĐQ (1, 4, 7); 3 trung đoàn pháo; 1 liên đoàn không quân[16]

Chỉ huy chiến dịch:
Tư lệnh: Trung tướng Hoàng Xuân Lãm (đến 5/5/1972), Trung tướng Ngô Quang Trưởng.
Bắc Tây Nguyên
2 sư đoàn bộ binh (22 và 23), 2 liên đoàn BĐQ (1,6), 14 tiểu đoàn bảo an; 3 cụm pháo (mỗi cụm 16 khẩu); Thiết đoàn 14; lữ dù 3 (đến ngày 5/5/1972), Liên đoàn Không quân số 6 (QLVNCH).
Chỉ huy chiến dịch
Tư lệnh: Trung tướng Ngô Dzu (đến 1/5/1972), Thiếu tướng Nguyễn Văn Toàn
Cố vấn quân sự: John Paul Vann.
Đông Nam Bộ
Các sư đoàn 5, 18, 21, 25; trung đoàn 15; lữ dù 1 và lữ biệt cách dù 81 (đến ngày 15/5/1072); các liên đoàn BĐQ 2, 8, 9; 7 thiết đoàn: 5, 6, 7, 9, 10, 13, 15; 2 trung đoàn; các liên đoàn không quân 3 và 5.
Chỉ huy chiến dịch
Tư lệnh Quân đoàn 3: Trung tướng Nguyễn Văn Minh
Tư lệnh chiến trường: Đại tá Lê Văn Hưng, Đại tá Lê Minh Đảo (sau chiến cục cả hai đều được thăng Chuẩn tướng)
Đồng bằng Nam Bộ
Sư đoàn 7, sư đoàn 9; 7 trung đoàn bộ binh độc lập; 2 trung đoàn pháo; 2 thiết đoàn; 2 giang đoàn, Liên đoàn không quân 4.

#### Không lực Hoa KỳvàHải quân Hoa Kỳyểm trợ
Không quân:
- 2 không đoàn máy bay ném bom chiến lược B-52 (D và G)
- 1 liên đội máy bay F-111
- 5 liên đoàn không quân chiến thuật F-4 và A-7
- 2 liên đội trinh sát và tác chiến điện tử SR-71, EB-66, EC-121, F-105G
- 2 liên đoàn tiếp dầu KC-135

Hải quân: 6 Tàu sân bay, 135 Tàu tuần dương, Tàu khu trục và tàu nổi khác.
Chỉ huy các chiến dịch
Trung tướng John W. Vogt Jr: Phó tư lệnh TAC tại Tập đoàn không quân số 7
Trung tướng John D. Ryan: Tư lệnh Tập đoàn không quân số 7 (từ 7/4/1972)
Trung tướng Gerald W. Johnson: Tư lệnh Tập đoàn không quân số 8
Tại căn cứ Guam): Thiếu tướng Andrew B. Anderson Jr Tư lệnh không đoàn lâm thời số 57
Tại căn cứ U-Tapao): Thiếu tướng Glenn R. Sullivan, Tư lệnh không đoàn lâm thời số 17
Hạm đội 7: Phó Đô đốc William P. Mack (đến ngày 23 tháng 5 năm 1972); Phó Đô đốc James L. Holloway III (từ ngày 23 tháng 5 năm 1972)
Trong quá trình chiến đấu, Hoa Kỳ còn tiến hành chiến dịch tiếp vận quy mô lớn để bổ sung cho những thiệt hại của quân VNCH thông qua 2 chiến dịch Tăng cường (Operations Enhance và Enhance Plus), được tiến hành từ tháng 5 đến tháng 12 năm 1972. Tổng thống Hoa Kỳ Richard Nixon vào ngày 17 tháng 5 đã chỉ đạo rằng phải cung cấp tối đa trang bị và vật chất cho quân VNCH càng nhanh càng tốt. Cụ thể:
- "Chiến dịch Tăng cường" đã cung cấp cho quân VNCH hàng nghìn vũ khí chống tăng, 69 máy bay trực thăng, 55 máy bay chiến đấu phản lực, 100 máy bay khác và 7 tàu tuần tra[17] Trang bị cho lục quân bao gồm 2 tiểu đoàn pháo phòng không, 3 tiểu đoàn pháo tự hành 175mm, 2 tiểu đoàn xe tăng M48A3 và 141 bệ phóng tên lửa chống tăng BGM-71 TOW[18]:511
- "Chiến dịch Tăng cường Plus" từ tháng 10 tới tháng 12/1972 cũng viện trợ rất lớn, bao gồm 234 máy bay chiến đấu phản lực F-5A và A-37 Dragonfly, 32 máy bay vận tải C-130, 277 trực thăng UH-1H , 72 xe tăng, 117 xe bọc thép chở quân, pháo binh và 1.726 xe tải[18]:512 Chi phí trang bị lên tới khoảng 750 triệu đôla (~6 tỷ đôla thời giá năm 2017).

Ngoài ra, khi hai sư đoàn Hàn Quốc (khoảng 38.000 quân) rút khỏi Việt Nam thì phần lớn trang bị của họ cũng được trao lại cho quân VNCH. Thêm nữa, trong quá trình quân viễn chinh Mỹ rút khỏi Việt Nam, phần lớn vũ khí trong các căn cứ Mỹ đều được chuyển giao cho quân VNCH chứ không đưa về Mỹ Kết quả số lượng viện trợ rất lớn này là quân VNCH vào cuối năm 1972 đã có lực lượng không quân lớn thứ 4 và lục quân lớn thứ 5 trên thế giới xét về số lượng trang bị.

## Ý đồ của các bên tham chiến và vai trò của các nước lớn có liên quan

### Ý đồ và phương án tấn công củaQuân Giải phóng miền Nam Việt Nam

#### Ý đồ chiến lược chính trị, quân sự, ngoại giao
Tại cuộc họp ngày 15 tháng 8 năm 1971, các thành viên chủ chốt trong Bộ chính trị đã quyết định mở một cuộc tấn công lớn vào năm 1972 trên 3 hướng chiến lược: Trị Thiên Huế, Bắc Tây Nguyên, và Đông Nam Bộ. Trong đó, hướng Đông Nam Bộ (tuyến Lộc Ninh - Bình Long - Chơn Thành - Bến Cát) được chọn làm hướng tấn công chính. Hướng Trị Thiên, Tây Nguyên là các hướng tấn công thứ yếu. Đồng bằng Trung Trung Bộ và Đồng Bằng Nam Bộ là những hướng phối hợp.
Điện ngày 8 tháng 3 năm 1972 của Tổng Quân ủy Trung ương gửi Trung ương cục miền Nam có đoạn viết: "Năm 1972 là năm hết sức quan trọng trong cuộc đấu tranh... trên cả ba mặt trận quân sự, chính trị, ngoại giao. Nhiệm vụ cần kíp là đẩy mạnh tấn công quân sự, chính trị, binh vận.. và ngoại giao... tạo ra một chuyển biến căn bản làm thay đổi cục diện trên chiến trường miền Nam và cả trên bán đảo Đông Dương. Buộc Mỹ phải chấm dứt chiến tranh... bằng một giải pháp chính trị... mà Mỹ có thể chấp nhận được".
Ngày 10 tháng 3 năm 1972, Bí thư thứ nhất Lê Duẩn gửi thư cho Trung ương cục miền Nam và khu ủy các khu về chiến cục năm 1972. Bức thư có đoạn viết: "Mục tiêu của ta trong giai đoạn này là tạo ra tình hình có hai chính quyền song song tồn tại".
Ý đồ chiến cục năm 1972 của Việt Nam Dân chủ Cộng hòa, Mặt trận Dân tộc Giải phóng miền Nam Việt Nam và Chính phủ Cách mạng lâm thời Cộng hòa miền Nam Việt Nam không chỉ là những mục tiêu quân sự. Ngoài mục tiêu tiêu diệt được một bộ phận lớn sinh lực và vũ khí, khí tài của Quân lực Việt Nam Cộng hòa. Chiến cục này còn nhằm nâng cao vị trí hợp pháp, hợp lý cho sự tồn tại vốn có từ trước của Chính phủ cách mạng lâm thời Cộng hòa miền Nam Việt Nam cả về địa bàn đứng chân, dân cư, thủ đô. v.v...; để chuyển thế đối thoại ở Paris từ tay đôi (Hoa Kỳ-Việt Nam Dân chủ Cộng hòa) sang bốn bên: Hoa Kỳ, Việt Nam Dân chủ Cộng hòa, Chính phủ cách mạng lâm thời Cộng hòa miền Nam Việt Nam và Việt Nam Cộng hòa chứ không phải là tay ba như Mỹ và Việt Nam Cộng hòa cùng chủ trương (Hoa Kỳ, Việt Nam Dân chủ Cộng hòa và Việt Nam Cộng hòa). Do đó, đây là mục tiêu chính trị tối cao của Quân Giải phóng.
Sau khi tính toán lại. Ngày 11 tháng 3 năm 1972, Thường vụ Tổng Quân ủy Trung ương quyết định chọn hướng Trị-Thiên làm hướng tấn công chính: "Trị Thiên từ vị trí là hướng phối hợp quan trọng chuyển thành hướng chiến lược chủ yếu nhằm tiêu diệt một phần lớn sinh lực địch và mở rộng vùng giải phóng, góp phần thay đổi so sánh lực lượng..., thay đổi cục diện chiến tranh ở miền Nam, đưa cuộc kháng chiến tiến lên một bước mới".
Ngày 27 tháng 3 năm 1972, Ủy viên Bộ chính trị Lê Đức Thọ gửi điện số 119 đến Trung ương cục miền Nam: "Nếu trong Xuân - Hè này ta diệt được một số sư đoàn chủ lực, chiếm được một số vị trí quan trọng sẽ tạo điều kiện để ta có thể đánh tiếp tục làm cho địch bị tiêu diệt và tan rã hơn nữa trong đợt Thu tiếp theo đó,...lực lượng so sánh trên chiến trường có sự thay đổi rất lớn và tác động đến toàn bộ hệ thống... Một đặc điểm khác của cuộc tấn công này là đánh liên tục trong một thời gian dài từ xuân - hè cho đến mùa thu, khác với các lần trước đây khi xong xuân-hè ta nghỉ một thời gian để củng cố rồi mới lại đánh tiếp. Tuy nhiên, sau xuân-hè, ở Tây Nguyên và Nam Bộ bước vào mùa mưa nên hoạt động của chủ lực ta có phần bị hạn chế, nhưng ở Khu V và Trị Thiên thì mùa khô còn kéo dài đến tháng 8, tháng 9. Như vậy, ta phải có kế hoạch để liên tục đánh mạnh ở Khu V và Trị Thiên. Lúc đó ở Nam Bộ và Tây Nguyên phải có kế hoạch hoạt động phối hợp một cách chủ động".
Bức điện của Lê Đức Thọ cho thấy các hoạt động quân sự của Quân Giải phóng ở miền Nam năm 1972 không phải là các chiến dịch riêng lẻ mà nằm trong một kế hoạch chiến cục lớn (Chiến cục năm 1972) với tổng hợp các mục tiêu quân sự, chính trị, ngoại giao.

#### Khó khăn củaQuân Giải phóng miền Nam Việt Nam
Nhưng thực tế buộc các nhà lãnh đạo Việt Nam Dân chủ Cộng hòa, Mặt trận Dân tộc Giải phóng miền Nam Việt Nam và Chính phủ Cách mạng lâm thời Cộng hòa miền Nam Việt Nam phải tính toán lại chiến lược của mình, thay đổi vị trí, tầm quan trọng của các hướng tấn công chính do không thể bảo đảm phương tiện, vũ khí hậu cần cho các chiến dịch. Quân Giải phóng mặc dù có nhiều tiến bộ song vẫn còn kém xa QLVNCH về trang bị, cụ thể: 
- QLVNCH có không quân riêng với hơn 1.200 máy bay, chưa kể hàng ngàn máy bay Mỹ cũng sẵn sàng tham gia chiến đấu; Quân Giải phóng không có máy bay (Việt Nam Dân chủ Cộng hòa chỉ có gần 100 máy bay tiêm kích để phòng thủ không phận miền Bắc, không có cường kích). Quân đội Nhân dân Việt Nam ngoài Bắc có SAM-2, SAM-7 và pháo cao xạ nhưng phải vừa yểm hộ chiến trường, vừa phòng thủ toàn bộ không phận miền Bắc với cơ số đạn hạn chế do Trung Quốc cố tình làm chậm việc chuyển hàng quân sự từ Liên Xô đến Việt Nam. Không lực Hoa Kỳ phong tỏa các cảng của Bắc Việt Nam từ ngày 6 tháng 4 năm 1972, khi chiến sự nổ ra.
- QLVNCH có hơn 1.000 máy bay trực thăng chở quân và yểm hộ mặt đất; Quân Giải phóng miền Nam Việt Nam không có. QLVNCH có không quân chiến thuật (TAC), lại được Hoa Kỳ yểm trợ bằng không quân chiến lược (SAC) (chủ yếu là B-52) và các pháo hạm của Hạm đội 7; Quân Giải phóng không có. Khối xã hội chủ nghĩa cũng không yểm trợ bất cứ phương tiện nào ở miền nam, muốn có vũ khí chiến đấu thì Quân Giải phóng phải tự vận chuyển vào qua Đường Trường Sơn. Chính phủ Việt Nam Dân chủ Cộng hòa từ chối các khoản viện trợ có toan tính nên không nhận được thêm viện trợ về chuyển quân bằng cơ giới.
- Bộ binh, quân dù, thủy quân lục chiến của QLVNCH tiếp cận chiến trường và tham chiến bằng máy bay trực thăng, tàu đổ bộ LCU, xe thiết giáp M-113 các loại quân xa khác; bộ binh Quân Giải phóng tiếp cận chiến trường bằng đôi chân (trừ sư đoàn 308 bộ binh cơ giới). Chiến trường ở xa làm hao hụt quân số do sốt rét, ốm đau, bị oanh tạc trên đường hành quân. Trung bình 10 quân xuất phát thì chỉ có từ 4 đến 6 người đến đích và tham chiến. Các đơn vị càng ở xa càng thiếu thụt quân số bổ sung.
- Về xe cơ giới, xe tăng: trong năm 1971, QĐNDVN chỉ nhận được 58 xe tăng T-54, 18 xe tăng T-59 (do Trung Quốc chế tạo), 27 xe tăng lội nước hạng nhẹ PT-76 (do Ba Lan chế tạo)[25]. Dù sao, Quân Giải phóng miền Nam Việt Nam cũng đã có thể huy động 1 lực lượng tăng thiết giáp tham gia chiến dịch lớn nhất từ trước đến nay. Theo nguồn của Anh, có khoảng 300 xe tăng, thiết giáp các loại đã vào miền Nam qua giới tuyến quân sự tạm thời; trong khi ở mặt trận phía Nam cũng có khoảng 100 xe tăng và xe thiết giáp tham chiến[26]. Theo thống kê của Quân Giải phóng miền Nam (bên điều quân), đã có 136 xe tăng T-54, 24 pháo cao xạ tự hành ZSU-57-2, 54 xe tăng PT-76 được đưa vào mặt trận, tuy nhiên không có thống kê số lượng xe tăng T-34 và xe thiết giáp BTR-50 tham chiến. Tại An Lộc theo Quân Giải phóng thì họ chỉ có 48 xe tăng và xe thiết giáp, trong đó có 17 xe chiến lợi phẩm thu được của QLVNCH trong trận Snul (từ 25 đến 51/5/1971).[27][28] Đây là tiến bộ đáng kể của binh chủng (công đầu thuộc về bộ đội xăng dầu) trong việc lắp đường ống tiếp liệu từ miền bắc vào chiến trường. Tuy vậy, số lượng thiết giáp này vẫn ít hơn nhiều so với đối phương (tại miền Nam, Mỹ và Việt Nam Cộng hòa có khoảng 3.000 xe tăng, xe thiết giáp các loại).
- Toàn bộ 3 trung đoàn pháo binh dự bị chiến lược đều tham chiến (Trị Thiên 2, Tây Nguyên 1); 6 trung đoàn pháo binh của các sư đoàn đều tham chiến (Trị Thiên 3, Tây nguyên 1, Đông Nam Bộ 2). Đặc điểm chung là pháo binh Quân Giải phóng tương đối thiếu đạn: Pháo dự bị chiến lược có 4 cơ số, pháo sư đoàn chỉ có 2,5 cơ số. QLVNCH có 1.671 khẩu pháo các loại, trong đó có hơn 800 khẩu có cỡ nòng từ 105 mm trở lên; được đảm bảo từ 8 đến 10 cơ số đạn.[29] Tuy nhiên số pháo này lại đóng rải rác ở các tỉnh chứ không tập trung như Quân Giải phóng. Trong suốt chiến dịch năm 1972, Quân Giải phóng đã dùng khoảng 400.000 viên, dẫn đến sự thiếu hụt đạn pháo vào năm 1975.
- Về nhân lực, do chiến sự kéo dài lẻ tẻ trong giai đoạn VN hóa chiến tranh, các lực lượng quân Giải phóng tổn thất nhiều về người và phụ thuộc lớn vào con đường tiếp tế khó khăn từ miền Bắc. Các đơn vị chính quy rất hay bị thiếu người, mà quân số chi viện từ đường Trường Sơn vào B bị tiêu hao dọc đường khá lớn. Trong nửa cuối năm 1972, hậu phương miền bắc đã phải kêu gọi sinh viên và giảng viên trẻ từ các trường đại học, cao đẳng; nhiều khi thanh niên trẻ đã rủ nhau viết đơn tình nguyện nhập ngũ.

#### Phương án tấn công
Vì gặp phải những khó khăn lớn do không quân Mỹ oanh tạc mạnh dọc tuyến Đường Trường Sơn nên chỉ có hai đại đội xe tăng T54 và hai đại đội xe tăng PT76 vào đến miền Đông Nam Bộ (B2), số còn lại được thay thế bằng xe tăng M41 chiến lợi phẩm chiếm được của QLVNCH và quân Lon Nol. Các đơn vị pháo mạnh thuộc lực lượng pháo binh chiến lược định đưa đến Đông Nam Bộ phải dừng lại ở Bắc Tây Nguyên (B3) và được lệnh chuyển hướng tham gia chiến dịch này. Cũng do sự thay đổi hướng tấn công chính được ấn định muộn nên trong thế bố trí của Quân Giải phóng tham gia tấn công cũng có sự thay đổi. Sư đoàn 320A chỉ nhận được Trung đoàn 52 tham gia chiến dịch Bắc Tây Nguyên, số quân còn lại sẽ được bổ sung bằng bộ binh bảo vệ Đường Trường Sơn (đoàn 968 bảo vệ Tây Trường Sơn). Trung đoàn 48 và trung đoàn 64 được bổ sung trung đoàn 27 độc lập thành Sư đoàn 320B chiến đấu tại mặt trận Trị Thiên (B5) và có đến 2 trung đoàn cùng mang số 48 tham chiến ở thị xã QT. Trung đoàn 88 (Sư đoàn 308)
vừa tham gia xong chiến dịch Cánh đồng chum - Xiêng Khoảng (Trung Lào) được lệnh về hội quân với chủ lực Sư đoàn 308 ở Tây Vĩnh Linh (tháng 12-1971).

##### Hướng Trị Thiên Huế

###### Giai đoạn I
- Cánh quân phía Tây: Sư đoàn 304 ở Tây Hướng Hóa tấn công từ điểm cao 544 đến Động Toàn, phát triển đến Mai Lộc, Phượng Hoàng; phối hợp tiểu đoàn 3 (trung đoàn tăng - thiết giáp 203) đánh chiếm La Vang, TX Quảng Trị, chia cắt, cô lập sư đoàn 3 QLVNCH, lữ 147 TQLC, trung đoàn 2 (sư đoàn 3), thiết đoàn 17, các liên đoàn BĐQ 4, 5 đóng ở Bắc sông Thạch Hãn. Mục tiêu cuối cùng là đánh chiếm thị xã Quảng Trị. Yểm hộ cho hướng này có các trung đoàn pháo binh 65, 38 (đoàn Bông Lau trang bị pháo 130 mm) và Sư đoàn phòng không 377.
- Cánh quân Tây Nam: Sư đoàn 324 ở Động Ché và Đá Bàn tấn công từ Động Ngô đến Động Tranh, phát triển đến Động Ông Do và Mỹ Chánh, chia cắt, cô lập các đơn vị QLVNCH đóng từ Nam sông Thạch Hãn đến Bắc Sông Mỹ Chánh: trung đoàn 1 (sư đoàn 1), thiết đoàn 20, Bộ Tư lệnh Sư đoàn 3. Yểm hộ có hướng này có trung đoàn 365 (của mặt trận Trị Thiên).
- Cánh quân phía Bắc: sư đoàn 308 (thiếu) và trung đoàn tăng - thiết giáp 203 (thiếu) vượt sông Bến Hải tấn công các cứ điểm từ Dốc Miếu - Cồn Tiên đến Cam Lộ, phối hợp với tiểu đoàn 6 phát triển đến Lai Phước, đánh chiếm Đông Hà - Ái Tử. Các trung đoàn 27, 64 (sư 320B), 18 (sư 325), 
và tiểu đoàn 7 (trung đoàn tăng 202) đánh chiếm Cửa Việt, phát triển đến Triệu Phong, sau đó tách trung đoàn 27 phối hợp với Sư đoàn 308 đánh chiếm Ái
Tử; các trung đoàn 64, 18 và tiểu đoàn 7 tấn công dọc bờ biển, phát triển đến Hải Lăng và Bắc sông Mỹ Chánh, hội quân với Sư đoàn 324, bao vây toàn bộ lực lượng QLVNCH từ Nam sông Bến Hải đến Bắc sông Mỹ Chánh. Yểm hộ cho hướng này có các trung đoàn pháo binh 154, 84; Sư đoàn phòng không 367.
- Lực lượng dự bị: sư đoàn 325 (thiếu), sư đoàn 320B (thiếu), sư đoàn 312 (mới có 1 trung đoàn đến mặt trận), tiểu đoàn 808 địa phương, trung đoàn pháo binh 45 (đoàn Tất Thắng), trung đoàn tăng - thiết giáp 202 (thiếu).

###### Giai đoạn II
Bao vây, tiêu diệt và làm tan rã các đơn vị QLVNCH đóng từ Nam Bến Hải đến Bắc Mỹ Chánh, đánh chiếm các căn cứ đầu cầu ở bờ Nam sông Mỹ Chánh, đưa lực lượng dự bị vượt sông, phát triển đến Phong Điền, Cầu Nhi, Phố Trạch. Nếu có thời cơ sẽ đánh chiếm thành phố Huế.

##### Hướng Bắc Tây Nguyên
Được xác định là hướng phối hợp, Quân Giải phóng chỉ bố trí ở Bắc Tây nguyên một lực lượng hạn chế. Lực lượng dự bị chỉ có đoàn 968 vừa tham gia chiến dịch Cánh đồng chum - Xiêng Khoảng về, đang trong giai đoạn củng cố. Phương án tấn công được phân chia thành 3 đợt:
Đợt tạo thế
Các trung đoàn 400 (thuộc 559) và 28 (độc lập) cắt đường 14 ở Bắc Võ Định, các trung đoàn 2 và 3 (đoàn 320A) tấn công các tiền đồn phía Tây,
vượt sông Pô-kô đánh chiếm Võ Định, cô lập cụm cứ điểm Đắc Tô - Tân Cảnh với Kon Tum. Các trung đoàn 24, 85, tiểu đoàn 6 và 16 (quân địa phương) cắt đường 14 ở Chư Thoi, Tân Phú, phía Nam Kon Tum 25 km, cô lập cụm cứ điểm Kon Tum.
Đợt 1
Sư đoàn 2 (chủ lực khu V) và trung đoàn 66 (độc lập) có 1 tiểu đoàn phối hợp tấn công các cứ điểm quận lỵ Đắc Tô, các tiền đồn Plei Cần, Ngọc Rinh Rua, Ngọc Bờ Biêng, Đắc Moi, đánh chiếm cụm phòng ngự Đắc Tô - Tân Cảnh. Đánh tiêu hao các lực lượng QLVNCH từ Kon Tum lên ứng cứu cho Đắc Tô - Tân Cảnh.
Đợt 2
Đưa toàn bộ lực lượng dự bị tham chiến gồm 1 tiểu đoàn (thiếu), đoàn 968 (thiếu), đánh chiếm thị xã Kon Tum.

##### Hướng Đông Nam Bộ
Vì là chiến trường xa nhất trong ba hướng chiến lược nên về trang bị, vũ khí, khí tài nặng, phương tiện, đạn trái phá. v.v... mặt trận Đông Nam Bộ được tiếp tế ít nhất, phải dựa vào sức mình là chính. Bộ chỉ huy chiến dịch cũng chia phương án tấn công thành ba đợt.
Đợt 1
Trung đoàn 271, một tiểu đoàn của trung đoàn 24 và một đại đội tăng tấn công nghi binh hướng Tân Biên - Xa Mát, kéo lực lượng của Sư đoàn 25 và Lữ đoàn biệt kích dù 81 (QLVNCH) về hướng Tây Bắc. Hai tiểu đoàn còn lại của trung đoàn 24 tấn công Chi Phú, Gò Dầu, cắt đường Thủ Dầu Một - Xoài Riêng, kéo Trung đoàn 3 (Sư đoàn 5 QLVNCH) tiến ra phản kích, làm suy yếu lực lượng dự bị phòng thủ Đông Nam Bộ. Yểm hộ các hướng này chỉ có 3 đại đội cối 120 và 81.
Đợt 2
Sư đoàn 5 và một tiểu đoàn tăng (thiếu) đánh chiếm Lộc Ninh. 
Cùng lúc, Sư đoàn 9, trung đoàn 271 và một tiểu đoàn tăng tấn công bao vây, cô lập và đánh chiếm An Lộc (Bình Long). Hai tiểu đoàn bộ binh địa phương và 1 tiểu đoàn đặc công đánh chiếm tiền đồn Phước Long ở cực Đông tuyến phòng ngự Đông Nam Bộ. Sư đoàn 7 cắt đứt đường 13 ở Tàu Ô, Chơn Thành, lập các chốt chặn đánh tiêu hao lực lượng QLVNCH ở Bến Cát lên ứng cứu. Sử dụng Trung đoàn pháo binh 75 yểm hộ cho các đơn vị tấn công Lộc Ninh, Trung đoàn pháo binh 40 yểm hộ cho các đơn vị tấn công An Lộc
Đợt 3
Đưa lực lượng dự bị gồm: các trung đoàn bộ binh 205, 101, các tiểu đoàn độc lập 12, 14, 205, 209, 289 (thuộc C30B của khối chủ lực Miền) phối hợp với các lực lượng đã tham chiến phát triển đến tuyến Bến Cát, Thủ Dầu Một. Đánh chiếm toàn bộ tỉnh Bình Long.

### Phương án phòng thủ của Quân lực Việt Nam Cộng hòa

#### Mục tiêu chính trị - quân sự

Đại tướng Cao Văn Viên, tổng tham mưu trưởng QLVNCH

Các cơ quan tình báo của Việt Nam Cộng hòa chỉ thông qua các điệp viên mình cài được vào một đơn vị Quân giải phóng người miền Nam (thông qua các chiến dịch Thiên Nga, Phượng Hoàng) để nắm tin tức. Tất cả các tư lệnh vùng I chiến thuật (Trung tướng Hoàng Xuân Lãm), vùng II chiến thuật (Trung tướng Ngô Du), vùng III chiến thuật (Trung tướng Nguyễn Văn Minh) đều quả quyết với Đại tướng Cao Văn Viên rằng: Việt Cộng sẽ mở một đợt tấn công còn lớn hơn năm 1968 và chắc chắn là vào vùng mà họ phụ trách. Thời điểm tấn công chắc chắn sẽ diễn ra trong dịp Tết Nhâm Tý. Điều này gây khó xử cho Bộ Tổng tham mưu Quân lực Việt Nam Cộng hòa. Họ bị phụ thuộc vào các cơ quan tình báo Hoa Kỳ và MACV trong việc nắm tình hình xâm nhập của đối phương. Vì không thể biết đích xác thời điểm và hướng tấn công chính của đối phương nên họ không thể chủ động có được một thế trận phòng ngự có trọng điểm, trọng tâm. Đại tướng Cao Văn Viên đành phải chấp nhận rải đều các lực lượng dự bị chiến lược của ông ta ra khắp ba vùng chiến thuật (chủ yếu là Sư đoàn dù và Sư đoàn Thủy quân lục chiến) .
Tổng thống Nguyễn Văn Thiệu lo lắng, phần vì năm Nhâm Tý là "năm tuổi" của ông, phần vì Hoa Kỳ đang thúc ép ông phải nhượng bộ để sớm giải quyết vấn đề Việt Nam, phần nữa là mặc dù Quân lực Việt Nam Cộng hòa đã phục hồi phần lớn các đơn vị dự bị chiến lược sau thất bại trong chiến dịch Lam Sơn 719 nhưng đây là lần đầu tiên, Quân lực Việt Nam Cộng hòa tác chiến mà không có lục quân Mỹ đi cùng, chỉ có máy bay yểm hộ từ trên trời và pháo hạm từ biển. Để tăng cường cho hướng Quảng Trị, ngày 1 tháng 10 năm 1971, ông đã cho thành lập Sư đoàn 3 bộ binh Sư đoàn Bến Hải mà không được sự đồng ý của người Mỹ, làm phật lòng Đại tướng Creighton Abrams..
Mục đích cuối cùng của thế trận phòng ngự năm 1972 của Quân lực Việt Nam Cộng hòa được Tổng thống Nguyễn Văn Thiệu tuyên bố vào dịp Tết Nhâm Tý: "Tử thủ, nỗ lực tối đa để ngăn chặn sự xâm lăng của Cộng sản".
Thực hiện hiện mệnh lệnh của Nguyễn Văn Thiệu, ngày 10 tháng 2 năm 1972, Đại tướng Cao Văn Viên đã mời Đại tướng Abrams ra Đà Nẵng, triệu tập các tướng Hoàng Xuân Lãm, Vũ Văn Giai và bộ tham mưu Quân khu I bàn kế hoạch phòng thủ Quảng Trị. Tướng Hoàng Xuân Lãm tuyên bố: "Nếu có một cuộc tấn công mạnh của Cộng sản thì những tuyến phòng thủ của Việt Nam Cộng hòa chỉ có thể chùng nhưng không thể đứt".
Tóm lại, ý đồ chiến lược của phía QLVNCH là lấy phòng thủ làm chính, cố gắng giữ được càng nhiều, càng lâu càng tốt; chỉ phản công khi có thời cơ. Phương án tác chiến cũng dựa vào sự yểm hộ của không quân và hải quân Mỹ. Các sư đoàn bộ binh có trách nhiệm phòng thủ các địa bàn được giao; các sư đoàn trù bị chiến lược và biệt động quân, tăng-thiết giáp là lực lượng cơ động ứng cứu cho vùng nguy cấp. Để không rơi vào thế bị động phòng ngự, các lực lượng trù bị chiến lược không tập trung quanh thủ đô Sài Gòn như trước đây mà bố trí từng lữ đoàn ở các vùng chiến thuật trọng điểm; sau đó, tùy theo tình hình mà điều động. Trong thời điểm đó, đây là một phương án phòng thủ tối ưu có thể có được của phía Quân lực Việt Nam Cộng hòa.
Nguyễn Văn Thiệu từng tuyên bố: "Cộng hòa Miền Nam Việt Nam chỉ là bóng ma chính trị do Cộng sản Bắc Việt dựng lên; không có dân, không có đất, không có thủ đô, không đủ tư cách để nói chuyện với Việt Nam Cộng hòa và Hoa Kỳ".
Phía Việt Nam Cộng hòa hi vọng rằng sau khi "chặn đứng cuộc xâm lăng của Cộng sản", sẽ cùng với Mỹ tăng sức ép buộc đối phương phải rút phái đoàn Cộng hòa miền Nam Việt Nam khỏi cuộc hòa đàm Paris; đặt yêu cầu miền Bắc rút quân khỏi miền Nam làm điều kiện để ký kết hiệp định chấm dứt chiến tranh. Đây là mục đích chính trị quan trọng nhất của phía Việt Nam Cộng hòa trong Chiến cục năm 1972.

#### Phương án phòng thủ
Phán đoán cuộc tấn công lớn của Việt Nam Dân chủ Cộng hòa và Mặt trận Dân tộc Giải phóng miền Nam Việt Nam có thể diễn ra trong Tết Nhâm Tý, Nguyễn Văn Thiệu yêu cầu Bộ Tổng tham mưu QLVNCH soạn thảo một kế hoạch sử
dụng thủy quân lục chiến và bộ binh đánh ra Quảng Bình, Vĩnh Linh bằng đường biển (để không vi phạm khu phi quân sự), đánh vào hậu phương cách quân chủ lực của Việt Nam Dân chủ Cộng hòa và Mặt trận Dân tộc Giải phóng miền Nam Việt Nam đang tập trung tại đây; huy động 6 khu trục hạm, 2 tuần dương hạm và các tàu nổi khác yểm hộ. Tuy nhiên, tướng Abrams phản đối ý tưởng này, ông ta nhắc Nguyễn Văn Thiệu về Lam Sơn 719 và cho biết Mỹ có kế hoạch khác..
Ngày 23/1/1972, Cao Văn Viên tường trình kế hoạch phối trí lực lượng phòng thủ:

##### Vùng chiến thuật I
Tại Quảng Trị: Phòng thủ hướng Tây và Tây Nam là chính, hướng Bắc là hướng phải đề phòng. Phía biển đã có hạm đội hỗn hợp Việt-Mỹ ngăn chặn và yểm hộ. Lấy phòng ngự cơ động làm chiến thuật cơ bản. Các cụm phòng thủ trọng điểm:
- Hướng Tây:
  - Tuyến 1: Đầu Mầu (544), Tân Lâm (241), Xa Mưu (597), Ba Hồ, Động Toàn (548);
  - Tuyến 2: Mai Lộc, Động Lớn
- Hướng Tây Nam:
  - Tuyến 1: Động Ngô, Động Ông Do
  - Tuyến 2: Phượng Hoàng, La Vang
- Hướng Bắc:
  - Tuyến 1: Dốc Miếu, Cồn Tiên, Bái Sơn, Quán Ngang
  - Tuyến 2: Cam Lộ, Lai Phước, Đông Hà
- Hướng biển: Triệu Phong, Hải Lăng
- Dải phòng ngự trung tâm: Ái Tử, TX Quảng Trị.

Tại Thừa Thiên Huế: Lấy Sông Mỹ Chánh làm tuyến phòng ngự cơ bản; giữ hướng Bắc là chính, Tây Nam và hướng Nam là hướng cần đề phòng, yểm hộ và tăng phái cho Quảng Trị nếu gặp nguy cấp. Các cụm phòng thủ trọng điểm:
- Hướng Bắc:
  - Tuyến 1: Phong Điền, Mỹ Chánh, Câu Nhi;
  - Tuyến 2: Phố Trạch, Quảng Điền.
- Hướng Tây Nam:
  - Tuyến 1: Động Tranh, Động Chúc Mao, Đèo Sơn Na
  - Tuyến 2: Khe Thai, Hòn Vượn
- Hướng Nam: La Sơn, Lăng Cô, Hải Vân Bắc
- Dải phòng ngự trung tâm: Thành phố Huế, Phú Bài

Tại Đà Nẵng: Căn cứ chỉ huy Vùng chiến thuật I, sư đoàn 2 dự bị của Quân đoàn I, căn cứ không quân, tiếp vận.

##### Vùng chiến thuật II
Tại Kon Tum: Phòng thủ hướng Tây và Bắc là chính, hướng Nam và Đông là hai hướng phải đề phòng. Lấy phòng ngự co cụm làm chiến thuật cơ bản. Các cụm phòng thủ trọng điểm:
- Hướng Bắc:
  - Tuyến 1: Plei Cần, Đắc Moi, Ngọc Tu;
  - Tuyến 2: Quận lỵ Đắc Tô, Tân Cảnh, Diên Bình, Võ Định
- Hướng Tây: Ngọc Rinh Rua, Ngọc Bờ Biêng, tuyến Sông Poko, K' Leng
- Hướng Nam: Chư Thoi, Tân Phú, Tân Biên.
- Hướng Đông: Đắc Ruông, Đắc Rong
- Cụm phòng ngự trung tâm: TX Kon Tum

Tại Pleiku: Giữ đường 14 liên thông Kon tum, Pleiku, Buôn Ma Thuột, đường 19 nối với Quy Nhơn; lấy phòng ngự tại chỗ là chính. Các cụm phòng thủ trọng điểm:
- Cứ điểm cực đông: An Khê
- Vòng ngoài: Chư Ty, Ia kha, Phú Hòa, Đắc Đoa, Kon Dong, Plei Bông, Bàu Cạn.
- Trung tâm phòng ngự: TX Pleiku, sân bay, chỉ huy sở Vùng chiến thuật II;

Buôn Ma Thuột: Căn cứ tiếp vận Vùng chiến thuật II, sư đoàn 23 (thiếu) dự bị của Quân đoàn II, căn cứ không quân Hòa Bình, trại huấn luyện Mai Hắc Đế.

##### Vùng chiến thuật III
Tại Bắc và Đông Bắc Sài Gòn: Đây là hướng phòng ngự trọng điểm: Phòng thủ hướng Tây Bắc và Bắc là chính, hướng Đông là hướng phải đề phòng. Lấy phòng ngự tại chỗ làm chiến thuật cơ bản. Các cụm phòng thủ trọng điểm:
- Hướng Tây Bắc:
  - Tuyến 1: Tân Biên, Xa Mát, Xoài Riêng, Chi Phú;
  - Tuyến 2: TX Tây Ninh, Dương Minh Châu, Gò Dầu.
- Hướng Bắc:
  - Tuyến 1: Lộc Ninh;
  - Tuyến 2: Bình Long, An Lộc, Hớn Quản, Sông Bé.
  - Tuyến 3: Minh Thành, Chơn Thành, Long Hòa.
- Hướng Đông: các tiểu khu Phước Long, Đồng Phú.
- Cụm phòng ngự trung tâm: Bến Cát, Thủ Dầu Một

Tại Biên Hòa: Căn cứ liên hợp không quân, lục quân, tiếp vận, chỉ huy sở Vùng chiến thuật III
Vùng chiến thuật IV: Giữ thế phối trí hiện hữu, cơ động yểm trợ Vùng chiến thuật III và Biệt khu Thủ đô.

### Vai trò của các nước lớn trong chiến cục năm 1972
Trong Chiến tranh Việt Nam năm 1972, các nước lớn: Hoa Kỳ, Liên Xô, Trung Quốc đều có những yểm trợ đáng kể đến các bên tham chiến. Ngoài Hoa Kỳ là bên trực tiếp tham chiến bằng không quân và hải quân yểm trợ cho Quân lực Việt Nam Cộng hòa và yểm trợ về chính trị, ngoại giao; các nước Liên Xô, Trung Quốc chủ yếu yểm trợ Quân đội nhân dân Việt Nam bằng viện trợ vật chất: vũ khí, khí tài, đạn dược và cũng yểm trợ bằng chính trị, ngoại giao. Khác với các giai đoạn trước đây của cuộc chiến, do các mối quan hệ có tính toàn cầu giữa ba nước này tăng lên, đánh dấu bằng chuyến thăm của Tổng thống Richard Nixon đến Trung Quốc (tháng 2 năm 1972) và Liên Xô (tháng 5 năm 1972). Sự ủng hộ của các nước này đối với các bên đối địch tại Việt Nam có những thay đổi, tác động nhiều đến diễn biến và kết quả chiến cục.

## Diễn biến chính của chiến cục

### Tại mặt trận Trị Thiên Huế
Chiến cục khởi đầu tại Trị Thiên Huế ngày 30 tháng 3 năm 1972 bằng cuộc tấn công của Quân Giải phóng miền Nam Việt Nam vào cụm cứ điểm phòng ngự Đông Hà - Quảng Trị của QLVNCH. Ngày 28/4, Quân Giải phóng chiếm Đông Hà. Ngày 2/5, sau khi chiếm Quảng Trị, Quân Giải phóng tiếp tục tấn công đến Sông Mỹ Chánh thì bị QLVNCH chặn lại. Ngày 28 tháng 7, QLVNCH mở chiến dịch phản công Lam Sơn 72 đẩy lùi Quân Giải phóng miền Nam Việt Nam về tuyến Sông Thạch Hãn. Sau 81 ngày đêm chiến đấu giằng co ác liệt xung quanh Thành cổ Quảng Trị, QLVNCH chiếm được thành cổ nhưng không còn lực lượng để chiếm lại phần đất phía Bắc sông Thạch Hãn như kế hoạch. Hai bên giữ thế phòng thủ, chỉ tổ chức tấn công nhỏ lẻ nhằm thăm dò, trinh sát. Ngày 27 tháng 1 năm 1973, QLVNCH mở cuộc đột kích vào Cửa Việt định chiếm cảng này nhưng bị Quân Giải phóng phản đột kích đánh lui. Hai bên giữ thế tranh chấp đến tháng 3 năm 1975.

### Tại Tây Nguyên và Bắc Bình Định

#### Mặt trận Bắc Tây Nguyên
Cuộc tấn công của Quân Giải phóng tại Mặt trận Bắc Tây nguyên mở màn muộn hơn các chiến trường khác do mặt trận này không được đảm bảo vật chất đúng thời hạn. Nhưng nếu xét cả các trận đánh tạo thế thì nó còn bắt đầu trước Chiến dịch Trị Thiên Huế 4 ngày. Ngày 26/3/1972, tiểu đoàn 6 và đại đội 1 (BĐĐP) phối hợp với trung đoàn 95 (độc lập) Quân Giải phóng miền Nam Việt Nam cắt đường 14 tại Chư Thoi. Từ 30/3, Sư đoàn 320A nghi binh trên dãy cao điểm phía Tây từ Ngọc Rinh Rua đến K'Leng, thu hút 2 lữ dù, một phần sư đoàn 2 ra phản kích và đánh tiêu hao các đơn vị này. Ngày 24/4, đợt 1 của bắt đầu với đòn đánh chiếm Tân Cảnh của Sư 2 (chủ lực khu 5) diệt 2 trung đoàn của sư 22 QLVNCH. Do phải hoãn trận đánh nhiều lần, không kịp huy động lực lượng, Quân Giải phóng không tận dụng được thời cơ QLVNCH đang rối loạn để tấn công Kon Tum. Bởi vậy, QLVNCH có thời gian đưa sư 23 (thiếu) đến tăng viện, tổ chức phòng ngự vững chắc. Từ ngày 14/4 đến ngày 24/5, các sư 320 và 2, các trung đoàn 66, 28 Quân Giải phóng tấn công quyết liệt, chiếm một phần thị xã nhưng không giữ được. QLVNCH liên tục phản kích. Hoa Kỳ đưa 25 box B-52 ném bom hủy diệt. Vì lực lượng hạn chế, sau khi chịu tổn thất nặng và cũng tiêu diệt nhiều sinh lực đối phương; ngày 6/6 Quân Giải phóng miền Nam Việt Nam rút quân khỏi khu vực thị xã nhưng vẫn giữ được các quận lỵ Đắc Tô, Tân Cảnh làm bàn đạp để phát triển trong Chiến dịch Hồ Chí Minh sau này.

#### Mặt trận phối hợp Bắc Bình Định
Từ ngày 9 tháng 4 đến ngày 2 tháng 6, sư đoàn 3 Sao Vàng chủ lực khu V của Quân Giải phóng dưới quyền chỉ huy của thiếu tướng Chu Huy Mân và chính uỷ Võ Chí Công mở chiến dịch tấn công tổng hợp vào sư đoàn 22 và các đơn vị địa phương quân của QLVNCH tại Bắc Bình Định, chiếm giữ các huyện Hoài Ân, thị xã Hoài Nhơn và 11 xã phía Bắc huyện Phù Mỹ.

### Tại Nam Bộ

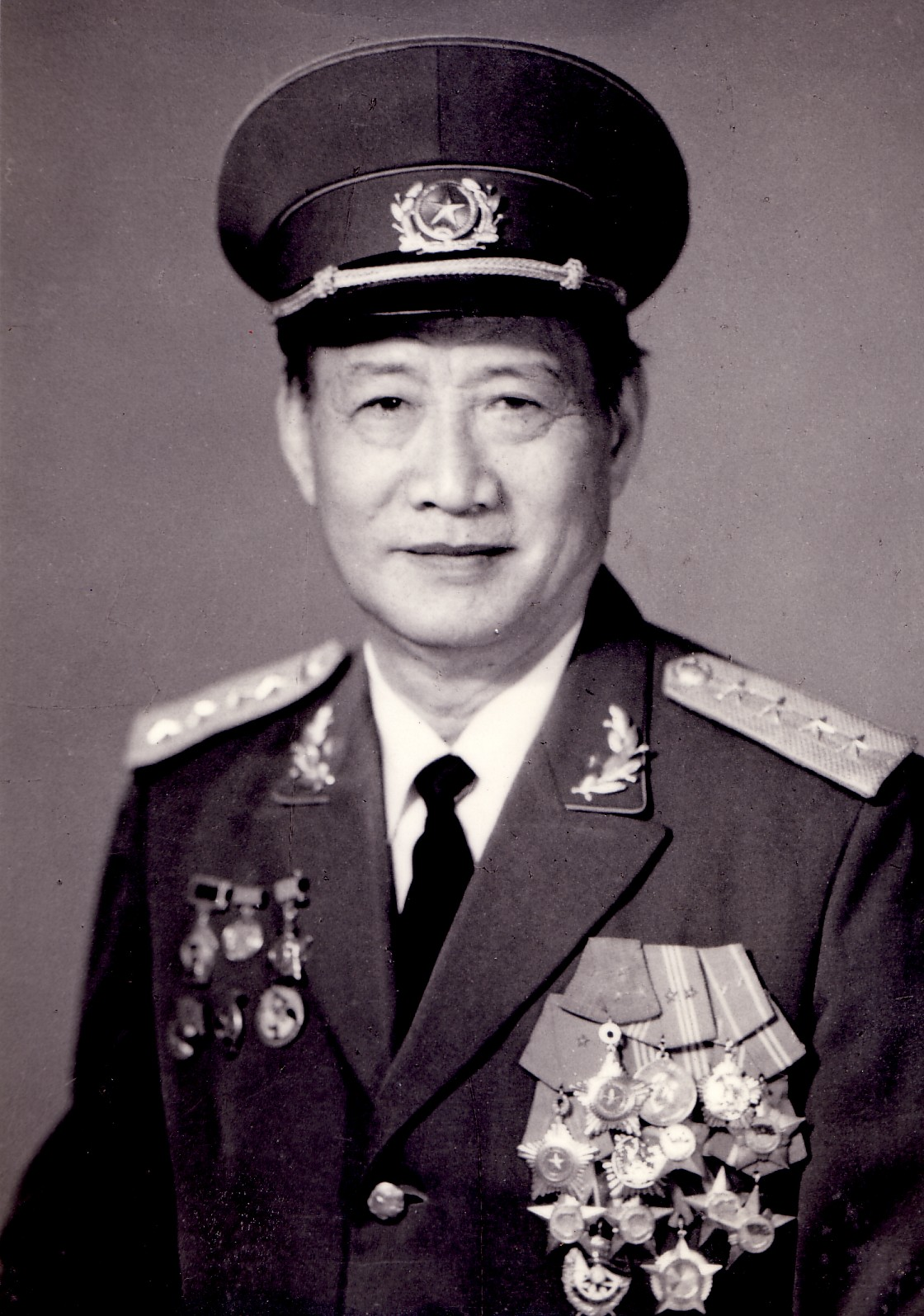
Đại tướng Hoàng Văn Thái, Năm 1972 là Trung tướng, tư lệnh Quân giải phóng miền Nam Việt Nam, đại diện Quân ủy Trung ương tại mặt trận B2 (Đông Nam Bộ)

.

#### Chiến dịch Nguyễn Huệ
"Chiến dịch Nguyễn Huệ" là tên gọi trong báo cáo của Quân ủy miền tháng 1 năm 1973. Trong các sách, sử Quân Giải phóng miền Nam Việt Nam trước năm 1975 đều gọi đây là Mặt trận miền Đông Nam Bộ. Đây là một trong 3 mặt trận chính trong Chiến cục năm 1972 tại Việt Nam. Ban đầu, nó được chọn làm hướng tấn công chủ yếu. Đến ngày 27/3/1972, Chiến dịch Nguyễn Huệ trở thành một hướng tấn công quan trọng theo quyết định của Bộ chính trị và Tổng Quân ủy Quân Giải phóng miền Nam Việt Nam. Chiến dịch bắt đầu ngày 1/4/1972 bằng các cuộc đột kích của đoàn C30B chủ lực miền (QGPMNVN) vào Xa Mát - Tân Biên. QLVNCH đưa chiến đoàn 49 (gồm thiết đoàn 6 và trung đoàn 49, sư 25) phản kích nhưng bị đẩy lùi về Tây Ninh. Ngày 5/4, sư đoàn 5 (Công trường 5) và trung đoàn 3 (sư 9) tấn công Lộc Ninh. QLVNCH đưa thiết đoàn 9 và trung đoàn 1 (sư 25) lên ứng cứu Lộc Ninh nhưng không thành công. Ngày 8/4, Lộc Ninh thất thủ. Ngày 13/4, sư đoàn 9 (Công trường 9) và một đơn vị nhỏ của sư đoàn 5 tấn công An Lộc (tức Bình Long), sư đoàn 7 (Công trường 7) chốt giữ khu vực Chơn Thành, Tàu Ô; sử dụng các đơn vị địa phương tập kích Chơn Thành, Bến Cát. QLVNCH lập cầu hàng không tăng viện lữ đoàn 2 (dù) cho An Lộc, điều sư đoàn 18 và các trung đoàn 3, 5 (sư 21) giải tỏa vòng vây cho An Lộc nhưng vẫn bị chặn lại ở tuyến Chơn Thành - Tàu Ô. Sau hai tháng chiến đấu, QLVNCH giữ được An Lộc nhưng không giải tỏa được khu vực Tàu Ô. Chính phủ cách mạng lâm thời Cộng hòa miền Nam Việt Nam tuyên bố Lộc Ninh là thủ đô của mình nhưng chỉ được Trung Quốc, Liên Xô, khối XHCN Đông Âu và Việt Nam Dân chủ Cộng hòa công nhận, không được VNCH, Mỹ và các đồng minh của Mỹ thừa nhận. Hai bên giữ thế tranh chấp kiểu da báo đến tháng 3 năm 1975.

#### Chiến dịch khu 8
Tại các tỉnh Mỹ Tho, Kiến Tường, Kiến Phong, Gò Công, Bến Tre, (Bắc Việt Nam gọi là khu 8);từ ngày 10 tháng 6 đến ngày 10 tháng 9, Quân Giải phóng miền Nam Việt Nam đã mở một chiến dịch tấn công kếp hợp với dân chúng nổi dậy, Sau 93 ngày đêm giao chiến, Quân Giải phóng miền Nam Việt Nam chiếm được 27 xã, 22 ấp với 240.000 dân. Quân Giải phóng miền Nam Việt Nam tuyên bố đã loại khỏi vòng chiến đấu 34.500 lính (diệt 23.000, bắt 1.500, làm tan rã 10.000), bắn rơi 60 máy bay, phá huỷ 126 xe thiết giáp M113, 179 xe quân sự khác, 73 tàu, xuồng chiến đấu trên sông, 37 khẩu pháo, 21 kho, thu 3.222 súng các loại, 261 máy thông tin PRC 25. Hình thành thế cài răng lược với QLVNCH cho đến ngày ký kết Hiệp định Paris.

### Các chiến trường phối hợp
Trong Chiến cục năm 1972, chiến sự ở miền Nam Việt Nam không chỉ diễn ra trên 3 mặt trận chính mà còn diễn ra ở các chiến trường phối hợp như Bắc Bình Định, Đồng Bằng sông Cửu Long. Tuy nhiên, vì là chiến trường phối hợp nên các bên đều tham chiến với lực lượng hạn chế (không quá 2 sư đoàn bộ binh), số lượng vũ khí, khí tài và phương tiện hiện đại kém xa các mặt trận chính. Điều đặc biệt là các chiến dịch này đều không có sự tham gia trực tiếp của Hải lực và Không lực Hoa Kỳ. Những thua thiệt của Quân lực Việt Nam Cộng hòa trên các chiến trường này càng chứng minh nhận xét của Nguyễn Văn Thiệu: "Nếu Hoa Kỳ mà không viện trợ cho chúng tôi nữa thì không phải là một ngày, một tháng hay một năm mà chỉ sau 3 giờ, chúng tôi sẽ rời khỏi Dinh Độc Lập!".

### Mặt trận phòng không ở miền Bắc năm 1972

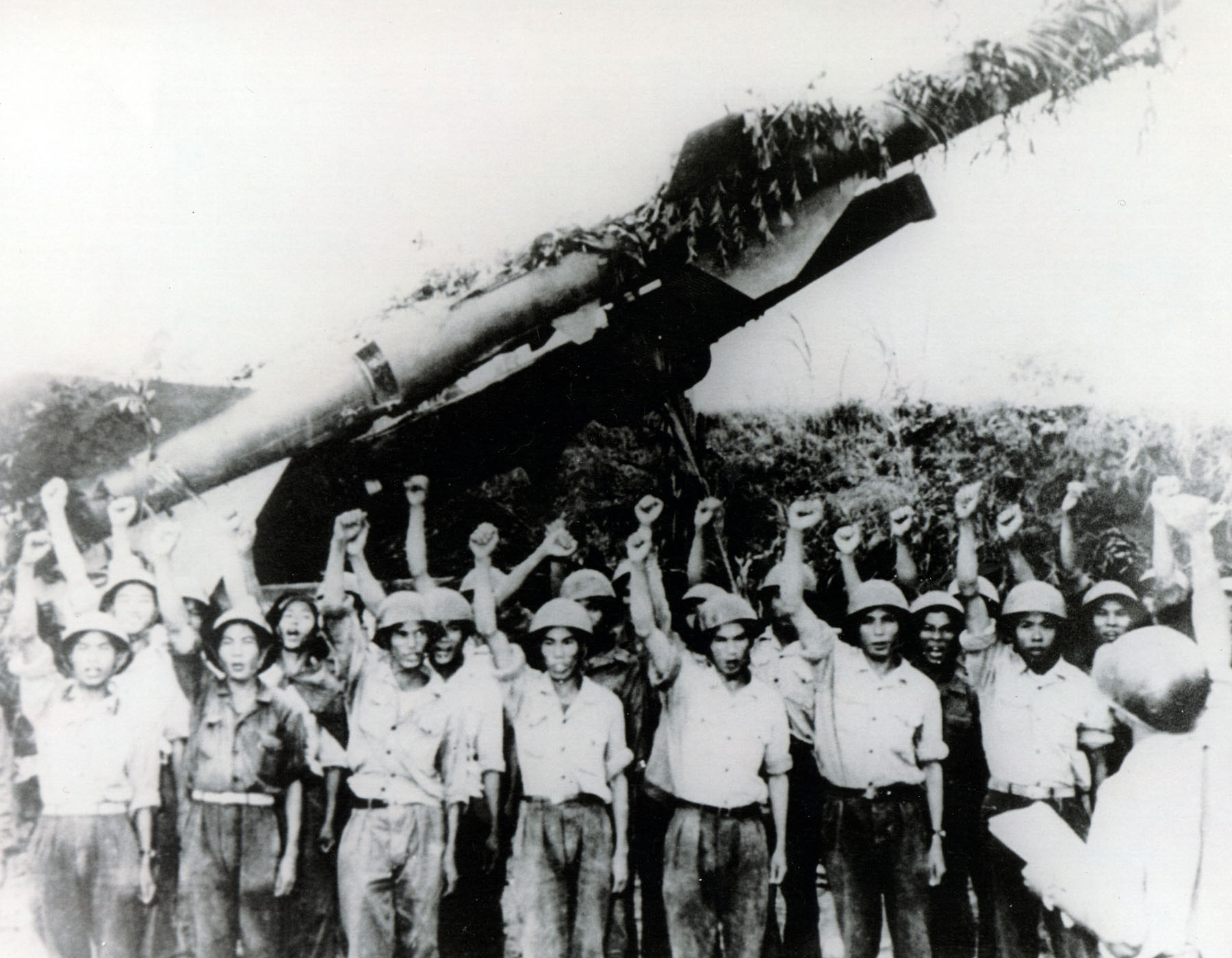
Một đơn vị tên lửa SAM-2 của Quân đội Nhân dân Việt Nam trước trận đánh

Đây được coi là mặt trận góp công rất lớn và đi đến thắng lợi của hiệp định Paris.
Để ngăn chặn các tuyến đường vận chuyển chiến lược của QĐNDVN qua khu 4 (Vùng cán xoong) và kéo các đơn vị phòng không chủ lực (tên lửa, cao xạ) ra phía Bắc, tạo điều kiện cho Không lực Hoa Kỳ (nhất là B-52) tránh gặp tên lửa của QĐNDVN trên chiến trường, qua đó yểm trợ có hiệu quả hơn, đồng thời giải tỏa áp lực cho QLVNCH tại miền Nam Việt Nam; ngày 6 tháng 4 năm 1972, Tổng thống Richard Nixon ra lệnh mở chiến dịch Linebacker, dùng không quân và hải quân đánh phá miền Bắc Việt Nam (kể cả B-52), thả thủy lôi phong tỏa các cửa biển, bến cảng Bắc Việt Nam, đặc biệt là cảng Hải Phòng. Các trận tác chiến đất đối không - không đối đất ở miền Bắc Nam 1972 được chia làm 2 giai đoạn:
- Từ ngày 6 tháng 4 đến ngày 21 tháng 10 năm 1972. Hoa Kỳ gọi đây là chiến dịch Linebacker hoặc Linebecker I.
- Từ ngày 18 tháng 12 năm 1972 đến ngày 15 tháng 1 năm 1973. Hoa Kỳ gọi các cuộc ném bom từ 18 tháng 12 đến 30 tháng 12 là chiến dịch Linebacker II. Các đồng minh của Hoa Kỳ ở Tây Âu gọi đây là "Các trận ném bom đêm Giáng sinh". Còn Việt Nam Dân chủ Cộng hòa và Mặt trận Dân tộc Giải phóng miền Nam Việt Nam gọi đây là trận Điện Biên Phủ trên không

Các hoại động không kích của Không lực Hoa Kỳ trong 8 tháng của năm 1972 đã phá hủy hầu hết những công trình kinh tế quốc dân quan trọng mà Việt Nam Dân chủ Cộng hòa đã phục hồi và xây dựng mới qua 3 năm tạm có hòa bình (tháng 11/1968-tháng 3/1972) nhưng không thể ngăn chặn được việc vận chuyển người, vũ khí, trang bị kỹ thuật và hàng quân nhu vào miền Nam Việt Nam. Phía Hoa Kỳ cũng bị tổn thất lớn với nhiều máy bay hiện đại như B-52, F-111, F-4 bị hạ. Và Việt Nam vẫn tự hào cho rằng, cho đến hiện nay chỉ có Quân đội Nhân dân Việt Nam bắn rơi được máy bay B52 của mỹ. Không những thế, chính phủ Hoa Kỳ còn vấp phải là sóng phản chiến mạnh mẽ từ nhiều nơi trên thế giới và ngay trong lòng nước Mỹ.
Linebacker II hay Điện Biên Phủ trên không là trận đánh đất đối không - không đối đất cuối cùng trong chiến tranh Việt Nam giữa lực lượng phòng không-không quân QĐNDVN và Không lực Hoa Kỳ. Kết quả của nó là một trong những yếu tố quyết định dẫn đến việc ký kết Hiệp định Paris ngày 27 tháng 1 năm 1973 chấm dứt sự dính líu về quân sự của Hoa Kỳ vào Chiến tranh Việt Nam.

## Mặt trận ngoại giao tại Hội nghị Paris
Sau các cuộc công cán của hàng chục nhà ngoại giao, các nhân sĩ, nghị sĩ và các nhân vật nổi tiếng làm trung gian hoà giải từ tháng 6 năm 1964 đến tháng 8 năm 1968; sau những kế hoạch tiếp xúc bí mật với những kết quả rất hạn chế hoặc không thành: "Hoa tháng 5" (1965), "XYZ", "Pinta" (1966), "Cúc vạn thọ", "Hoa hướng dương"(1967), "Pensinvania", "Công thức San Amtonio" (đầu năm 1968); Việt Nam dân chủ cộng hoà và Hoa Kỳ mới đạt được cuộc tiếp xúc công khai đầu tiên trong Chiến tranh Việt Nam tại Paris ngày 10 tháng 5 năm 1968 giữa Xuân Thủy, (đại diện Việt Nam dân chủ cộng hoà) và Averell Harriman, (đại diện Hoa Kỳ). Ngày 25 tháng 1 năm 1969, Hội nghị Paris về giải quyết Chiến tranh Việt Nam chính thức khai mạc tại Trung tâm hội nghị quốc tế-Đại lộ Kléber (Paris) với sự tham gia của bốn bên: Việt Nam Dân chủ Cộng hoà, Hoa Kỳ, Chính phủ Cách mạng lâm thời Cộng hòa Miền nam Việt Nam và Việt Nam Cộng hoà. Phía Việt Nam Dân chủ Cộng hòa và Mặt trận Dân tộc Giải phóng miền Nam Việt Nam coi đây là thắng lợi ban đầu về mặt ngoại giao. Hoa Kỳ thì cho rằng: đã tìm thấy ánh sáng cuối đường hầm . Bắt đầu từ đây, Việt Nam Dân chủ Cộng hòa và Mặt trận Dân tộc Giải phóng miền Nam Việt Nam cho rằng họ đã mở ra một mặt trận mới (mặt trận ngoại giao) còn các chính giới phương Tây thì gọi đây là "cuộc chiến trên chiếc bàn tròn phủ nỉ xanh".
Mục đích của Hoa Kỳ là sử dụng đàm phán kết hợp với gây sức ép để rút dần, đi đến chấm dứt sụ dính líu trực tiếp về quân sự vào Việt Nam và được trao trả tù binh chiến tranh. Mục tiêu của Việt Nam Cộng hoà là lập lại nguyên trạng tình hình như Hiệp định Geneva năm 1954 quy định, quân đội của Việt Nam Dân chủ Cộng hoà phải rút khỏi miền Nam, duy trì nguyên trạng chính quyền Việt Nam Cộng hoà. Còn phía Việt Nam Dân chủ Cộng hoà và Cộng hòa Miền Nam Việt Nam chỉ có một yêu cầu tiên quyết: Hoa Kỳ công nhận độc lập, chủ quyền và toàn vẹn lãnh thổ của Việt Nam, chấm dứt các hành động quân sự chống Việt Nam dân chủ cộng hoà và rút toàn bộ nhân viên quân sự Hoa Kỳ về nước, để vấn đề thống nhất Việt Nam cho người Việt Nam tự giải quyết. Chính vì sự khác nhau đó mà các bên vừa "đấu khẩu" suốt gần 4 năm trong khi súng vẫn nổ trên chiến trường. Chiến cục năm 1972 cũng không phải là ngoại lệ với tình trạng "vừa đánh, vừa đàm" nhưng các bên đã bước vào một cuộc đua nước rút nhằm biến kết quả về quân sự trên chiến trường thành kết quả chính trị-ngoại giao được ghi nhận bằng một hiệp định. Chính vì vậy, có thể coi Hội nghị Paris không chỉ là cuộc tiếp xúc ngoại giao thông thường mà còn là một mặt trận, có ảnh hưởng lớn tới kết quả cuối cùng của Chiến cục năm 1972 tại Việt Nam.

## Kết quả chiến cục

Hình thế chiến trường Đông Dương năm 1973

Kết quả chiến cục năm 1972 cho thấy những thiệt hại khủng khiếp mà chiến tranh đã gây ra tại Việt Nam. Riêng lượng bom Mỹ ném xuống Việt Nam trong năm 1972 đã lớn bằng lượng bom đã ném trong 3 năm 1969-1971. Vì vậy phía Việt Nam Cộng hòa gọi nó là "mùa hè đỏ lửa" để chỉ sự khốc liệt của chiến trường trong năm này. Không những thế, cuộc chiến còn để lại nhiều di chứng cho đến nay vẫn chưa thể giải quyết hết, nhất là đối với người Việt mất tích (kể cả phía Việt Nam Dân chủ Cộng hòa, Mặt trận Dân tộc Giải phóng miền Nam Việt Nam và phía VNCH).
Trong cuộc Tổng tấn công và nổi dậy Tết Mậu Thân 1968, lục quân Hoa Kỳ là chủ lực trên chiến trường và cuộc chiến gần như được "truyền hình tại chỗ" nên những thiệt hại của lục quân và lính thủy đánh bộ Hoa Kỳ đã gây ra phản ứng rất mạnh từ dư luận Hoa Kỳ. Tương tự như vậy, những thiệt hại của phía Việt Nam Dân chủ Cộng hòa và Mặt trận Dân tộc Giải phóng miền Nam Việt Namc cũng gây ra sự phản đối chiến tranh mạnh mẽ của dư luận thế giới. Nhưng đến Cuộc tổng tấn công năm 1972 thì người Mỹ chỉ còn giữa vai trò yểm hộ từ phía sau và trên không bằng hỏa lực, tổn thất về người của Mỹ không lớn nên nó không làm dư luận Hoa Kỳ và thế giới quan tâm nhiều như năm 1968. Vào đầu năm 1972, người ta hướng sang Paris, Moskva, Bắc Kinh nhiều hơn nhìn sang Nam Việt Nam. Chính vì vậy mà quyết định ném bom trở lại miền Bắc Việt Nam của tổng thống Nixon hồi tháng 5 không gây sự chú ý lớn; nhưng đến tháng 12 nó đã trở thành nguyên nhân tạo ra một chuỗi phản ứng dữ dội hơn bất cứ thời kỳ nào trước đó. Và hành động ấy đã làm cho thế giới đột ngột nhìn người Mỹ bằng một con mắt khác, kể cả việc người Mỹ có thể rút ra khỏi cuộc chiến trong danh dự hay không.
Vì vậy, thế mạnh trên mặt trận quân sự của Hoa Kỳ biến thành thế yếu về ngoại giao và điều này hoàn toàn mâu thuẫn với đòi hỏi của Việt Nam Cộng hoà. Trước khi rút ra khỏi cuộc chiến, Hoa Kỳ muốn lập lại thế cân bằng quân sự ở chiến trường miền Nam để QLVNCH đủ sức đương đầu với Quân Giải phóng miền Nam Việt Nam. Muốn làm được việc đó Hoa Kỳ phải dùng biện pháp quân sự (ít nhất là bằng không quân và hải quân). Còn QLVNCH thì vẫn không thể tự mình tác chiến có hiệu quả nếu không được hỏa lực của Hoa Kỳ yểm trợ. Kết quả của Chiến cục năm 1972 tại Việt Nam đã không giải quyết được mâu thuẫn này.
Dù sao thì kết quả Chiến cục năm 1972 đã tạo ra một bước ngoặt rất lớn cho Chiến tranh Việt Nam. Trước hết, nó dẫn các bên tạm thời rời khỏi chiến trường để ký kết với nhau tại Paris bản hiệp định về chấm dứt chiến tranh, lập lại hoà bình ở Việt Nam. Tiếp theo, người Mỹ có thể yên tâm vì đã ra khỏi cuộc chiến (ít nhất là về xung đột quân sự), con em Mỹ được trở về nhà. Cuối cùng, nó tạo ra một tình thế ở miền Nam phù hợp với các nguyên tắc về quyền dân tộc tự quyết của Hiến chương Liên Hợp Quốc: vấn đề thống nhất hay không thống nhất Việt Nam do người Việt Nam tự quyết định.

### Thế yếu của Quân lực Việt Nam Cộng hòa và "lối thoát danh dự" của Hoa Kỳ
Xét về hình thức, QLVNCH có cơ sở để tuyên bố chiến thắng, tuy nhiên chỉ là mặt cơ bản chiến thuật còn về chiến lược họ đã thua. Họ đã giữ được "phần đất" An Lộc (thực tế An Lộc bị vây lỏng), chiếm lại được thị xã và Thành cổ Quảng Trị, làm tiêu hao nặng một số sư đoàn chủ lực của Quân Giải phóng miền Nam Việt Nam. Ở các vị trí trên tuyến phòng thủ phía Tây Quảng Trị, họ còn đẩy lùi được Quân Giải phóng miền Nam về tuyến xuất phát (Đường mòn Hồ Chí Minh). Tuy nhiên, xét tổng thể chiến trường thì trong chiến cục năm 1972, QLVNCH đã để mất một diện tích khoảng 15-20% lãnh thổ và mất kiểm soát hơn 1,5 triệu dân, không kể những vùng "xôi đậu" do cả 2 bên kiểm soát.
Nếu như sau năm 1968, họ đã đẩy bật được nhiều đơn vị Quân giải phóng miền Nam Việt Nam ở Đông Nam Bộ sang đất Campuchia và Lào thì đến hết chiến cuộc năm 1972, các đơn vị này đã quay lại các căn cứ "mới" và vây lỏng QLVNCH. Nếu như sau năm 1971, mặc dù bị thất trận ở Nam Lào nhưng QLVNCH vẫn kiểm soát 90% tỉnh Quảng Trị; năm 1972 rơi vào "bẫy" kéo dài thời gian của Quân Giải phóng, và lại thua đau ở chiến lũy bờ biển Quảng Trị đầu năm 1973; họ chỉ còn kiểm soát được một nửa phía nam tỉnh này. Phía Bắc Kon Tum đã hình thành một căn cứ bàn đạp (Đắc Tô - Tân Cảnh) rất có lợi cho Quân Giải phóng. Nhiều khu giải phóng ở cấp quận và xã đã xuất hiện ở vùng ven biển miền Trung và Đồng Bằng Nam Bộ, những nơi được coi là tương đối yên tĩnh trước năm 1972.
Nhìn chung, cái mà phía QLVNCH cho là chiến thắng thì thực chất là chỉ việc làm chậm bước tiến của Quân Giải phóng và là một thất bại về chiến lược. Điều đó giải thích tại sau sau Hiệp định Paris, Nguyễn Văn Thiệu liên tục thực hiện các biện pháp quân sự (các kế hoạch Lý Thường Kiệt) để "tái chiếm lãnh thổ" - một sự vi phạm Hiệp định Paris, nhằm cố chiếm lấy những bàn đạp tấn công của đối phương.
Các trận đánh cho thấy QLVNCH phụ thuộc nặng vào yểm trợ của Mỹ và có tinh thần chiến đấu kém. Tháng 5/1972, đại tướng Creighton Abrams vô cùng tức giận khi các tướng QLVNCH đổ lỗi thất bại cho việc thiếu vũ khí và trang bị. Ông quát tháo QLVNCH: "Họ không mất xe tăng vì bị quân địch phá hủy. Họ mất xe tăng vì, mẹ kiếp, họ vứt bỏ chúng. Như vậy, chết tiệt, cho dù có xe tăng IS-3, nó cũng chẳng ích lợi gì." Abrams cũng to tiếng với Tổng thống Nguyễn Văn Thiệu và tham mưu trưởng Cao Văn Viên: "Trang thiết bị không phải là điều các ông cần. Cái các ông cần là những sĩ quan chỉ huy và binh sĩ dám chiến đấu... Các ông đã nhận được mọi trang bị cần thiết… Các ông đã đánh mất gần hết đại bác vì chúng bị vứt bỏ."
Mặc dù trong cuộc duyệt binh mừng chiến thắng Lam Sơn 72 tổ chức tại Sài Gòn hồi tháng 9, Nguyễn Văn Thiệu có tuyên bố chiến thắng đi nữa thì chính bản thân ông ta cũng tự thấy rằng, "chiến thắng" mà QLVNCH tự tuyên bố thực ra không phải chỉ do QLVNCH tạo ra, nó không thể có nếu không có hỏa lực dữ dội từ trên không bằng máy bay B-52 của Không lực Hoa Kỳ và những khoản viện trợ quân sự to lớn. Ông ta từng nói: "Nếu Hoa Kỳ mà không viện trợ cho chúng tôi nữa thì không phải là một ngày, một tháng hay một năm mà chỉ sau 3 giờ, chúng tôi sẽ rời khỏi Dinh Độc Lập!" 
Không những thế, Chiến cục năm 1972 đã làm tiêu hao nặng nề những đội quân tinh nhuệ, được huấn luyện kỹ càng và có trình độ tác chiến khá cao của QLVNCH: sư đoàn dù, sư đoàn thủy quân lục chiến, sư đoàn 1 bộ binh, 9/16 liên đoàn biệt động quân, liên đoàn Biệt-Cách-dù... Đây là lỗ hổng quá lớn mà viện trợ vũ khí, máy bay, xe tăng, pháo, súng đạn của Hoa Kỳ không thể bù đắp được. Mặc dù nhiều sĩ quan cấp tá và cấp tướng của QLVNCH tỏ ra dày dạn trận mạc hơn sau năm 1972 nhưng số quân tuyển mới sau này để bổ sung có đông hơn không thể sánh được với số quân thiện chiến đã mất.
Xét trên góc độ chiến lược toàn cầu thì năm 1972 cũng có thể coi là một năm thành công đối với Hoa Kỳ. Trước hết, họ đã làm cho Việt Nam Dân chủ Cộng hòa kiệt quệ khi ra khỏi chiến tranh, ít nhất là về kinh tế. Hoa Kỳ cũng đạt được mục tiêu rút ra khỏi cuộc chiến mà không bị mang tiếng là "tháo chạy"; có cơ hội để củng cố lại đất nước để đối phó với chạy đua vũ trang chiến lược của Liên Xô; đã đặt được quan hệ hợp tác với Trung Quốc để lập lại thế cân bằng chiến lược ở Đông Nam Á và Thái Bình Dương cũng như hình thành liên minh Mỹ-Trung chống Liên Xô và cản trở quá trình tái thống nhất của Việt Nam; tù binh Mỹ được trao trả, gánh nặng ngân sách chiến tranh hàng vài chục tỷ đô la hàng năm được cất bỏ. Nhưng nếu xét ở riêng chiến trường Việt Nam thì Mỹ đã thua khi không thể đạt được mục tiêu của mình là buộc Việt Nam Dân chủ Cộng hòa - Chính phủ Cách mạng lâm thời Cộng hòa miền Nam Việt Nam chấp nhận bản Hiệp định theo ý đồ của mình. Đồng thời, để rút khỏi cuộc chiến, họ cũng đã bỏ rơi luôn chính phủ Việt Nam Cộng hòa.
Tuy nhiên, theo đánh giá của các chuyên gia chiến lược Hoa Kỳ thì cái giá để rút ra khỏi chiến tranh Việt Nam không hề rẻ. Sau khi rút đi, quân đội phải để lại cho QLVNCH số tài sản quân sự trị giá hơn 3 tỷ đô la. Không kể số máy bay bị bắn rơi, số phi công bị chết hoặc bị bắt trong năm 1972 thì chi phí cho các cuộc ném bom trong 8 tháng cuối cùng cũng lên đến con số vài tỷ đô la. Không những thế, cần phải có món viện trợ quân sự khẩn cấp đến 2,6 tỷ đô la: trước hết để bù đắp nhanh chóng thiệt hại về tài sản quá lớn, và nhằm làm cho QLVNCH trở thành quân đội mạnh nhất Đông Nam Á về trang bị kỹ thuật. Không quân Việt Nam Cộng hòa cũng đứng thứ tư thế giới về không quân (chỉ sau Hoa Kỳ, Liên Xô và Vương quốc Anh). Mặt khác, uy tín quân sự của Hoa Kỳ cũng giảm sút do Việt Nam Dân chủ Cộng hòa là nước đầu tiên trên thế giới (và cho đến nay là duy nhất) hạ được hàng chục pháo đài bay B-52, một trong bộ ba vũ khí chiến lược của Hoa Kỳ, thậm chí họ còn bắn hạ B-52 bằng những vũ khí đã lạc hậu như tên lửa S-75.

### Những mục tiêu đạt được và chưa đạt được củaQuân Giải phóng miền Nam Việt Nam
Quân Giải phóng cũng đạt được những kết quả có thể coi là thắng lợi lớn nhất của họ từ trước đến nay. Sau năm 1968, họ bị quân đội Hoa Kỳ và QLVNCH chiếm mất nhiều hậu cứ quan trọng ở Tây Nguyên, Tây Trị Thiên và đặc biệt ở Đông Nam Bộ, chỉ còn lại một vài khu giải phóng nhỏ lẻ ở những vùng xa xôi thì đến đầu năm 1973, các sư đoàn chủ lực của họ đã đứng chân vững chắc trên cả ba vùng chiến lược Bắc Tây Nguyên, Đông Nam Bộ, quan trọng ở phía Bắc Quảng Trị - chiến trường sinh tử đối với QLVNCH. Đây là những địa bàn có tính chiến lược. Đặc biệt, với những chiến thắng quân sự của mình, họ đã loại bỏ được Quân đội Hoa Kỳ khỏi chiến trường Việt Nam, từ đó khiến cán cân lực lượng dần trở nên có lợi cho Quân Giải phóng. Song song với đó là những thắng lợi về chính trị. Đã có quốc gia thuộc khối Tư bản chủ nghĩa đã bắt đầu thiết lập quan hệ ngoại giao với Việt Nam Dân chủ Cộng hòa và công nhận Chính phủ Cách mạng lâm thời Cộng hòa miền Nam Việt Nam.

Ba kết quả chính trị quan trọng nhất mà phía Việt Nam Dân chủ Cộng hòa và Chính phủ Cách mạng lâm thời Cộng hòa Miền nam Việt Nam đạt được là:

- Chính phủ Cách mạng lâm thời Cộng hòa Miền nam Việt Nam có được địa vị chính trị hợp pháp đối với quốc tế.
- Đồng thời Mặt trận Dân tộc Giải phóng miền Nam Việt Nam có được địa vị chính trị hợp pháp ở miền Nam. Còn ràng buộc Quân đội nhân dân Việt Nam ở miền Nam Việt Nam không có quy định phải rút.
- Quân đội Hoa Kỳ phải rút về nước.

Điều này được phía Việt Nam Dân chủ Cộng hòa và Chính phủ Cách mạng lâm thời Cộng hòa Miền nam Việt Nam coi là một thắng lợi kinh điển về tiến hành chiến tranh phối hợp giữa các hoạt động: quân sự, chính trị, ngoại giao chứ không đơn thuần chỉ là thành quả về quân sự.
So với mục tiêu ban đầu, Quân Giải phóng đã không đạt được hoàn toàn những ý đồ chiến lược mà họ đã chủ động đề ra:
- Tại Trị Thiên Huế: Bộ Tư lệnh B5 chỉ đạt được hai trong ba mục tiêu (2 mục tiêu đã đạt: kiểm soát Đông Hà và cảng Cửa Việt); vào giai đoạn cuối của chiến dịch Xuân-Hè, họ không giữ được Thành cổ và thị xã Quảng Trị. Thiệt hại về sinh mạng lên đến hàng vạn người chết hoặc bị thương. Tuy nhiên, họ đã giành được thắng lợi về chính trị và chiến lược khi kéo dài Hội nghị Paris tới thời điểm buộc Mỹ phải nhượng bộ.
- Tại Tây Nguyên: Bộ Tư lệnh B3 chỉ đạt được mục tiêu thứ nhất (kiểm soát Đắc Tô-Tân Cảnh), không đạt được mục tiêu chiếm toàn bộ Kon Tum mà chỉ vây lỏng và kiểm soát các vị trí chiến lược. Sau khi gây được sức ép, Quân Giải phóng duy trì Kon Tum ở ngưỡng giằng co với lợi thế đang nghiêng về phía họ. Tuy nhiên, Bộ Tư lệnh khu V lại bù đắp được bằng việc có được ba huyện quan trọng ở Bắc Bình Định và giữ được nó đến khi có ngừng bắn.
- Tại Đông Nam Bộ: Bộ Tư lệnh B2 chỉ đạt được nhiệm vụ thứ nhất (giải phóng Lộc Ninh), phải chuyển hướng nhiệm vụ thứ hai sang bao vây cô lập An Lộc. Dù sao họ đã giải phóng được phần lãnh thổ rộng lớn của Tây Ninh và Bình Long, lấy đó làm bàn đạp vững chắc để đứng chân các sư đoàn chủ lực. Đặc biệt, các trận đánh tại Khu VIII (chiến trường phối hợp) sau đã mở ra được một vùng giải phóng cắm sâu vào địa bàn phía Bắc Vùng chiến thuật IV của QLVNCH, ngay sát phía Nam Sài Gòn, hình thành một hướng uy hiếp mới đối với Biệt khu thủ đô của VNCH.
- Tại các vùng nông thôn Trung Bộ: Do phải điều quân chủ lực tới các vùng trọng yếu, thế kiểm soát tại nhiều vùng nông thôn của QLVNCH bị suy yếu. Du kích quân Giải phóng đẩy mạnh hoạt động, phá nhiều Ấp chiến lược, thu hẹp vùng kiểm soát của QLVNCH tại nông thôn. Do có được vùng giải phóng an toàn hơn, lực lượng vũ trang tại chỗ Quân khu 5 giai đoạn trước chịu nhiều hy sinh mất mát, hiện đã có điều kiện củng cố và bổ sung khí tài. Chiến trường phối hợp Bắc Bình Định thu được nhiều thành công nhất dù chỉ là chiến trường phụ. Đó là thành quả của sư đoàn 3 Sao Vàng sau nhiều năm "nằm gai nếm mật" ở vùng tranh chấp.
- Tại mặt trận đất đối không trên miền Bắc Việt Nam, QĐNDVN đã có một thắng lợi mà cả thế giới cũng như phía Hoa Kỳ không thể phủ nhận. Ngay cả khi chỉ xét kết quả do phía Hoa Kỳ công bố thì bình quân số máy bay Mỹ bị các lực lượng phòng không Việt Nam bắn rơi, bắn hỏng năm 1972 cũng xấp xỉ bình quân 4 năm chiến tranh phá hoại thời Johnson (1965-1968). Cho đến thời điểm 1972 và hiện nay, chỉ có QĐNDVN (một quân đội có trang bị vũ khí không phải là hiện đại) đạt được kết quả bắn rơi nhiều pháo đài bay B-52 của Không lực Hoa Kỳ.

Tóm tắt gọn: QĐNDVN chịu đựng tổn thất lớn để tạo sức ép về quân sự, vô hiệu hóa QLVNCH, buộc Mỹ phải chọn phương án ra "tối hậu thư" dùng không quân hòng đè bẹp Hà Nội, mọi kết quả dồn về chiến dịch Linebacker II và trận này mang tính quyết định cho chiến cục. Cộng tất cả các thiệt hại, Hoa Kỳ đã tổn thất quá nhiều về chi phí quân sự - quốc phòng. Nếu xét về khía cạnh quân sự thuần túy, chiến cục chưa đến mức làm cho Việt Nam Cộng hoà phải lung lay. Nhưng những chiến quả đó đã được thể hiện tại Hội nghị Paris và đi đến việc ký kết bản Hiệp định Paris 1973, chấm dứt sự hiện diện chính thức về quân sự của Hoa Kỳ. Cho dù QLVNCH được Hoa Kỳ tăng cường viện trợ đến mức cao nhất, được hàng ngàn cố vấn quân sự Mỹ tiếp tục hỗ trợ nhưng cũng không bao giờ có thể lấp được lỗ hổng mà Mỹ để lại khi rút hàng loạt quân chính quy về nước.
Theo đánh giá của chính giới phương Tây, sau một năm xung đột và đàm phán, các bên đều đạt được điều mình muốn: Hoa Kỳ đưa được tù binh trở về và ra khỏi cuộc chiến trong danh dự-nhưng đây chỉ là mục tiêu tối thiểu của Hoa Kỳ, các mục tiêu lớn hơn, Hoa Kỳ không đạt được; Việt Nam Dân chủ Cộng hòa-Chính phủ Cách mạng lâm thời Cộng hòa Miền nam Việt Nam được Hoa Kỳ cam kết và thực hiện đúng cam kết việc rút quân hoàn toàn khỏi miền Nam, chấm dứt các hành động quân sự chống VNDCCH-Chính phủ Cách mạng lâm thời Cộng hòa Miền nam Việt Nam; Việt Nam Cộng hoà giữ được chính quyền Nguyễn Văn Thiệu; Chính phủ Cộng hòa Miền nam Việt Nam có được địa vị chính trị hợp pháp. Các bên cam kết tổ chức tổng tuyển cử để thống nhất đất nước (nhưng tới năm 1976, Tổng tuyển cử mới được Chính phủ Cách mạng lâm thời Cộng hòa Miền nam Việt Nam và Việt Nam Dân chủ Cộng hòa tổ chức do phía Việt Nam Cộng hòa vi phạm Hiệp định). Mỗi bên đều được một cái gì đó nhưng không ai được tất cả mọi thứ.
Theo phía Việt Nam Dân chủ Cộng hòa và Chính phủ Cách mạng lâm thời Cộng hòa Miền nam Việt Nam, do diễn biến quốc tế có những bất lợi cho họ nên họ mở chiến cục cần phải đúng thời điểm và chủ động kết thúc chiến cục kịp thời, nếu kéo dài hơn sẽ bất lợi (trừ cuộc chiến phòng không cuối tháng 12 năm 1972 do Hoa Kỳ chủ động tấn công). Việt Nam Dân chủ Cộng hòa và Chính phủ Cách mạng lâm thời Cộng hòa Miền nam Việt Nam đều hiểu rằng "Hoa Kỳ đã chịu nhượng bộ về chính trị", họ còn đòi loại bỏ Nguyễn Văn Thiệu, lập chính phủ ba thành phần - đây là điều cả Hoa Kỳ và Nguyễn Văn Thiệu sẽ không thể chấp nhận. Điều quan trọng là với kết quả tổng hợp của Chiến cục năm 1972, tương quan lực lượng quân sự, chính trị và ngoại giao ở miền Nam Việt Nam đã thay đổi cơ bản; QLVNCH yếu hơn khi không còn hỏa lực Hoa Kỳ yểm trợ; và khi Hoa Kỳ đã rút ra thì khả năng quay lại là rất thấp. Trên thực tế, Hoa Kỳ đã không quay lại Việt Nam về quân sự trong các Tổng tấn công và nổi dậy mùa xuân năm 1975 của Quân Giải phóng dẫn đến sự sụp đổ của Việt Nam Cộng hòa. Quân Giải phóng đạt được những mục tiêu mà năm 1972 họ chưa thực hiện được.